# Stawisko (Podkowa Leśna)
Stawisko – nazwa majątku ziemskiego o powierzchni 17 hektarów, należącego w latach 1928–1980 do pisarza Jarosława Iwaszkiewicza, w którego skład wchodzi zabytkowa rezydencja oraz otaczający ją park. Obiekt obecnie znajduje się w miasteczku Podkowa Leśna (województwo mazowieckie), a od 1980 r. pełni funkcję siedziby Muzeum im. Anny i Jarosława Iwaszkiewiczów w Stawisku. Nazwa Stawisko została nadana przez J. Iwaszkiewicza mieszkającego i tworzącego w nim swoje dzieła do końca życia.

## Historia
Tereny przyszłego Stawiska były własnością teścia Jarosława Iwaszkiewicza – Stanisława Wilhelma Lilpopa (jako część dawnego folwarku rodziny Wilhelmów). Po ślubie córki Anny w 1922 roku, Stanisław Lilpop podarował Iwaszkiewiczom tę posiadłość, wówczas o powierzchni 35 hektarów. Okazałą willę miał zaprojektować Karol Stryjeński, ale ostatecznie autorem projektu został należący do SARP, Stanisław Gądzikiewicz (znany z renowacji Zamku Królewskiego); budowę willi ukończono w 1928. W tym samym roku sprowadziła się tu rodzina Iwaszkiewiczów. Początkowo posiadłość nastawiona była na sadownictwo, uprawę szparagów i zbóż, jednak stopniowo uprawy ograniczano, a dziś większość terenu porasta las.
W latach 30. Stawisko stało się ośrodkiem literacko-artystycznym, w którym często gościli znani twórcy tamtej epoki: m.in. Karol Szymanowski, Antoni Słonimski, Jan Lechoń i Julian Tuwim. W Stawisku Jarosław Iwaszkiewicz napisał wiele swoich utworów. W okresie II wojny i okupacji Stawisko (odizolowane od innych miejscowości) stało się schronieniem dla wielu twórców: mieszkali tu m.in. Czesław Miłosz, Krzysztof Kamil Baczyński, Leon Schiller, Pola Gojawiczyńska i Witold Lutosławski.
Podczas trwania II wojny światowej po upadku Powstania Warszawskiego Stawisko stało się schronieniem wygnańców z Warszawy. Gościli tutaj tacy goście jak księżne Czetwertyńska i Lubomirska, Pola Gojawiczyńska, Jerzy Waldorff, Czesław Miłosz, Stanisław Dygat i Jan Parandowski.
Po wojnie w Stawisku gościli przedstawiciele polityki i kultury, m.in. królowa belgijska Elżbieta, Artur Rubinstein i Jerzy Putrament, obok działaczy partyjnych i państwowych PRL. Po śmierci Iwaszkiewicza w 1980 Stawisko zgodnie z zapisem testamentowym przeszło na własność Ministerstwa Kultury i Sztuki. Utworzono tam muzeum, chroniące cenne pamiątki po pisarzu i jego żonie, rękopisy, książki, obrazy i meble.

## Stan obecny
Wnętrze dworu zachowało swój pierwotny naturalny charakter zamożnego domu polskiego ze zbiorami malarstwa i innych dzieł sztuki, z meblami, sprzętami oraz przedmiotami „codziennego użytku”. W nienaruszonym stanie znajdują się prawie wszystkie pomieszczenia, gabinet pisarza, biblioteka, sypialnia, pokój gościnny, hol wejściowy i klatka schodowa. W 2011 roku odrestaurowana została elewacja budynku, a w 2012 roku otaczający go teren – dzięki tym wszystkim zabiegom Stawisko wygląda jakby jego właściciele byli tylko chwilowo nieobecni. Zostały również przeprowadzone konserwacje zbiorów Iwaszkiewiczów. Teren, na którym położona była posiadłość początkowo wynosiła 35 hektarów (według niektórych źródeł 45 hektarów), jednakże stopniowo go parcelowano po rozdzieleniu w latach 60. XX w. drogą z Warszawy do Skierniewic.

## Muzeum im. Anny i Jarosława Iwaszkiewiczów w Stawisku
Budynek obecnie jest częścią założonego w 1980 roku muzeum, zgodnie z wolą Jarosława Iwaszkiewicza wyrażoną w testamencie – dworek stał się własnością państwa i pełni funkcję muzeum, będąc cenną pamiątką po Annie i Jarosławie Iwaszkiewiczach. Kolekcja muzealna zawiera rękopisy, książki, obrazy, meble, muzykalia, ikonografia i wiele innych przedmiotów. Dyrektorem muzeum jest Agata Kościelna-Ratowska. Muzeum w Stawisku prowadzi także szeroką działalność edukacyjną, są to m.in. lekcje muzealne poruszające szeroką problematykę: historii, literatury, muzyki, sztuk pięknych. Corocznie w maju w Stawisku organizowany jest Konkurs Recytatorski im. J. Iwaszkiewicza.

## Opis architektury
W portyku willi widnieje herb Trąby. Zauważalną ingerencją w jego pierwotną bryłę była wymiana okna powiekowego w zach. połaci dachu na facjatę, którą widać na zdjęciach z 1967 roku. Architektura obiektu odwołuje się do stylu dworkowego, o silnie neoklasycystycznym stylu architektonicznym.

Herb Trąby
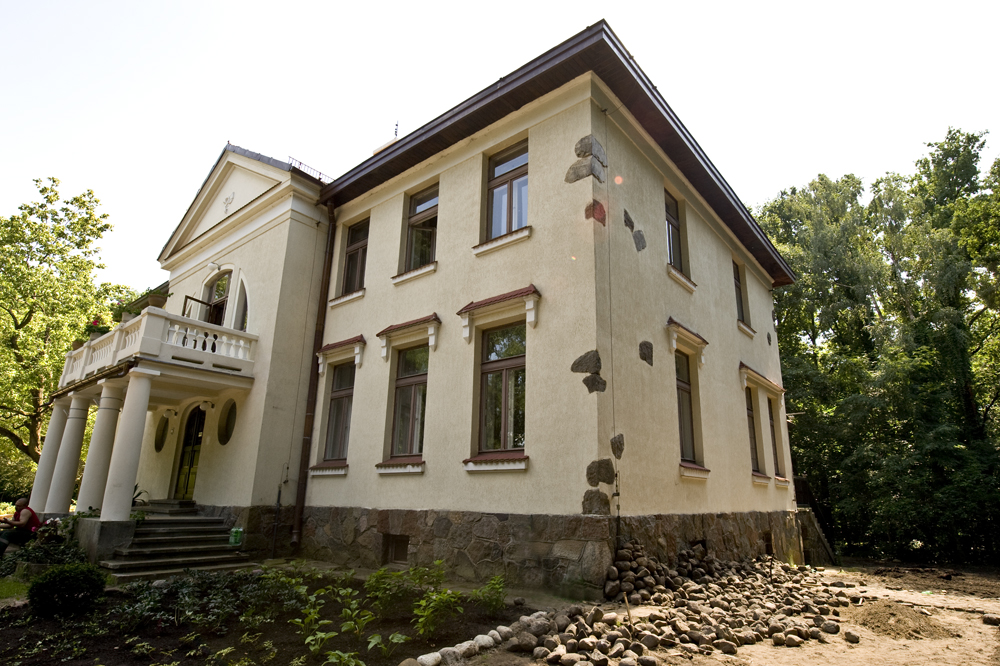
Muzeum po remoncie, VIII 2011